# Shiatsu
A siacu (japánul 指圧 az ujj és nyomás jeleivel írva) egy modern egészségmegőrző és gyógyító módszer, amely a keleti gyógyászat évezredes hagyományára támaszkodik. Az akupunktúrához és a masszázshoz hasonlít. Meghatározott életszemlélet, emberkép, egészség- és betegségkép tartozik hozzá. Európában nagyon népszerű,[forrás?] mert egy sajátos hiányt pótol: megtalálhatjuk szemléletében azokat a megközelítéseket, amelyek európai kultúránkból kiszorultak.

## Összehasonlítása az akupunktúrával
A siacu alapja a kínai gyógyászat, ami a nyugati orvostudománytól elsődlegesen abban különbözik, hogy a testi és az érzelmi-szellemi részünket nem tekinti elválaszthatónak egymástól. Ez konkrétan azt jelenti, hogy az orvoslás nemcsak a testi folyamatokkal, hanem mindig az egész emberrel foglalkozik.

## Összehasonlítása a masszázzsal
A siacu masszázsnak is tekinthető, de mégis más, sokkal több annál. Német és angol nyelvterületen testmunkának (Körperarbeit, bodywork), illetve (test)kezelésnek (Behandlung, treatment) hívják. Sok dologban más, mint amit masszírozásnak tekintünk, a két legszembetűnőbb különbség: a siacu kezelés ruhában történik, és alaptechnikája nem a simítás vagy gyúrás, hanem a nyomás.

## Népszerűsége
A siacu az emberi kommunikáció sajátos formájaként is meghatározható, melynek során mindkét fél feltöltődik. Azért népszerű, mert amellett, hogy professzionális terápia, alapkezelését laikusok is könnyen megtanulhatják. Családi, baráti körben is alkalmazható, sok apróbb tünet orvosolható a segítségével, miközben alapvető lényege, az embertársi támogatás is megvalósul.

## Története
A siacu alapjaira mindenekelőtt a klasszikus kínai és japán orvoslás tapasztalat- és tudáskincsében bukkanhatunk, s ezért a siacut is a hagyományos gyógymódok közé szokás sorolni. A siacu valóban hagyományosnak nevezhető abban az értelemben, hogy ősi gyökerekből táplálkozik. Mindemellett a hagyományokból kiinduló folyamatos fejlődés jellemzi, igazodik a kulturális és társadalmi adottságokhoz.
A kezelés mai formáit évszázadunk közepén, Japánban alakították ki, egy olyan időszakban, amelyben Japánt erős nyugati irányultság jellemezte. Semmi meglepő sincs tehát abban, hogy a siacu gyakorlatában a manuálterápiákból származó modern nyugati technikákat, elméletében pedig fiziológiai és pszichológiai hivatkozásokat is föllelhetünk.
A siacu keletkezése messze a kínai történelembe, az úgynevezett Taoyin gyakorlatokra nyúlik vissza. Tao ebben az összefüggésben „vezetést” vagy „irányítást” jelent, és a testünkben áramló energia tudatos vezetésének illetve irányításának lehetőségére utal, Yin pedig annyit tesz, mint „íjat feszíteni”, s ez arra utal, hogy az energiát – mint az íj húrját – magunkhoz húzzuk, és a testet nyújtásokon és feszítéseken keresztül megerősítjük, hajlékonnyá és lazává tesszük.
A X. században a kínai orvostudomány a buddhizmussal együtt Japánban is ismertté vált, és a Taoyin (導引, japánul Dó-in) szerves részévé vált a Japánban nagy hagyományokkal rendelkező anma-masszázsnak, egy vibrációs- nyomás- és gyúrástechnikákat alkalmazó kezelési eljárásnak. Ha úgy tetszik, ebben az időpontban született a siacu első formája Japánban.
Évszázadok során az anma-masszázs folyton folyvást változott, s egyszer nagyobb, másszor kisebb tekintély övezte. Virágzása az Edo korszakra, a XVII. század közepétől a XIX. századig terjedő időszakra tehető. Ekkor minden olyan orvosnak, aki akupunktúrával akart gyógyítani, mindenekelőtt és kötelezően az anma-masszázst kellett megtanulnia, abból kiindulva, hogy ez az a módszer, amellyel a test felépítését, az energiapályákat és az akupunktúrás pontokat illetően a legnagyobb gyakorlatra tehet szert egy gyógyító. Az anma-masszázs lényeges alkotóeleme volt a klasszikus japán gyógyászatnak – japán nevén kanpónak -, és a diagnózistól függően akupunktúrával, moxázással vagy gyógynövény-terápiával együtt is alkalmazták.
A növekvő idegenkedés a testiségtől, a testi érintéstől később a japán társadalomban is oda vezetett, hogy az anma-masszázs korábbi jelentőségét elveszítette. Idővel puszta izomlazító metódussá degradálódott, amivel az orvosok már nem, csupán a gyógyításban segédkezők foglalkoztak, míg végül a XX. század elejére teljesen ki nem szorult a gyógyászatból.
Ebben az időszakban is akadt azonban néhány olyan anmagyógyász, aki munkájában továbbra is a hagyományos alapokhoz igazodott és a tradíciókat követve gyógyított. A nehézségekből kiutat keresve gyógyító eljárásuknak új nevet adtak: siacu. Ezt a metódust az 1950-es évek közepén a japán kormány szabályszerű gyógyítási eljárásként elismerte, és a következőképpen definiálta:
„A siacu a manuális kezelések egyik formája, amelynek során mechanikus vagy bármilyen más eszköz nem kerül felhasználásra. A gyógyító hüvelykujját, az ujjait és a tenyerét használja, hogy az emberi bőrre nyomást gyakoroljon. Egy ilyen kezelésnek az a célja, hogy korrigálja a belső rendellenességeket, támogassa az egészségmegőrzést, illetve, hogy bizonyos betegségeket gyógyítson.” (Jarmey/Mojay 1993.)

## Irányzatok
A siacunak Japánban két, kiindulási alapjait tekintve alig különböző, beállítottságában azonban meglehetősen eltérő irányzata van.

### Namikosi-siacu
A siacu hivatalos terápiás gyógymódként való elismertetése alapvetően Namikosi Tokudzsiró nevéhez fűződik. Namikosi századunk elején született, s már a húszas években megalapította Hokkaidón az első siacu intézetet, majd 1940-ben a Japán Siacu Iskolát. Ez idő tájt Japánt erős nyugati irányultság jellemezte. Namikosi nem a tradíciók őrzőjének, inkább a Nyugat és a Kelet közötti közvetítőnek tekintette magát. Arra törekedett, hogy a siacu-technikákat a nyugati orvoslás felismeréseivel ötvözze.
A Namikosi-siacut meghatározott reflexpontok stimulálása jellemzi, amelyek a központi illetve az autonóm idegrendszerrel állnak kapcsolatban. Nem a klasszikus kínai orvoslás energiapályáihoz igazodik, hanem az akupunktúrás pontokhoz, de ezen felül, és elsősorban a dermatológiához – a bőr reflex-zónáihoz és -pontjaihoz –, amelyeket a nyugati orvoslás Head-zónákként ismer.
Napjainkban a siacunak ez a formája dominál Japánban. Ugyanakkor Európában, éppen nyugati irányultsága miatt, csekély érdeklődés kíséri, hiszen a keleti metódusokban kifejezetten saját terápiaformáink alternatíváit keressük.

### Zen- illetve Iókai-siacu
Érdekesebb, és sokkal inkább vonzó a nyugati ember számára a Japánban csak kevéssé elterjedt Zen-, avagy Iókai-siacu (医王会指圧), amelyet Maszunaga Sizuto (1925-1981), Namikosi egykori tanítványa alapított. Maszunaga, aki pszichológiát végzett, integrálta ugyan a nyugati fiziológia és pszichológia ismereteit, mégis a hagyományos távolkeleti tanítás irányelveit állította előtérbe. Terápiája elképzelhetetlen az energiapályák kezelése nélkül, hiszen ezek energetikai állapotából a testi-, lelki-, szellemi állapot jól kiolvasható.
A Zen-siacu elnevezés nem magától Maszunagától, hanem munkatársától, Óhasi Vatarutól ered. A kifejezés Maszunagát állítólag elhatárolódásra késztette, miközben a jobb üzleti érzékkel megáldott Óhasi – joggal – feltételezte, hogy a keletiesen ezoterikus hangzású zen szót a siacu elé illesztve több hívet szerezhetnek maguknak.

## A siacu nyugaton
A siacu nem közvetlenül Japánból került Európába, hanem kerülő úton, az Egyesült Államokon keresztül, ahol Maszunaga néhány évig dolgozott illetve tanított. Népszerűvé válása mindenekelőtt egy New Yorkban élő japánnak, Óhasi Vatarunak köszönhető, ő vezette német nyelvterületen az első kurzusokat illetve tanfolyamokat. A képzett oktatók első generációjának csaknem valamennyi tagjával ő ismertette meg a siacut, legtöbbük tőle tanult, nála szerezte diplomáját.
Növendékei idővel maguk is saját iskolákat alapítottak, ezen kívül Maszunagának újabb tanítványai akadtak, mint például Pauline Sasaki Amerikából, Cliff Andrews Angliából, Kazunori Sasaki Franciaországból vagy Tetsuro Saito Kanadából, akik a siacu európai továbbfejlesztésére helyezték a hangsúlyt.
Különböző európai országokban dolgozó, elkötelezett siacuoktatók összefogása nyomán, a kilencvenes évek elején megalakultak az első szakmai szervezetek, a Német Shiatsu Szövetség (Gesellschaft für Shiatsu in Deutschland, GSD), A Shiatsu Ausztriai Csúcsszervezete (Dachverband für Shiatsu in Österreich), a Svájci Shiatsu Szövetség (Shiatsu-Gesellschaft Schweiz), valamint az angliai, írországi, francia és olasz szervezetek.

## A siacu Magyarországon
A siacu magyarországi megismertetésének és elterjesztésének céljával 1999-ben létrejött a Magyar Shiatsu Alapítvány, mely a színvonalas képzés megteremtése érdekében megbízta Madocsai Esztert a Budapesti Nemzetközi Shiatsu Iskola vezetésével. Madocsai Eszter Grazban, az Ausztriai Nemzetközi Shiatsu Iskolában (I.S.S.Ö.) 1997-ben szerzett siacu-gyógyász képesítést, majd ezt követően részt vett a siacuoktató képzésen. Az első magyarországi iskola tananyagának, a képzés rendszerének, beosztásának megteremtéséhez sikerült megnyernie az osztrák iskola támogatását, így a Budapesti Nemzetközi Shiatsu Iskola kezdettől fogva az Európai Shiatsu Szövetség követelményeit figyelembe véve, azt honosítva képez siacu-gyógyászokat.

## Siacu oktatás
A képesített siacu-gyógyászok négy féléves, 750 tanórás képzésen vesznek részt, ahol az elméleti tudás megszerzése mellett nagy hangsúllyal szerepel a gyakorlati tapasztalatok megszerzése, az érintéssel történő diagnózis és terápia gyakorlása. Készségszinten elsajátítják az egészleges érzékelést, a finom testi jelzések jelentését, az energiaáramlás harmonizálásának lehetőségeit, az érintésen keresztül megvalósuló támogató kommunikációt.

## Siacu terápia
A siacu terápiában alapvetően az akupunktúrás pontok és az azokat összekötő energiapályák (meridiánok) kezelése történik. A gyógyulást elősegítő változásokat nem tűszúrással, hanem érintéssel, nyomással valósítja meg. A megfelelő helyeken alkalmazott ujjnyomás a betegségek, tünetek kialakulásához vezető okokat igyekszik megszüntetni.
A siacu egyéb módszerei is fájdalommentesek, a kezelés kellemes élményt nyújt. Ez erősíti a terápia hatékonyságát, hiszen az ellazult, kényelmes állapot aktivizálja a paraszimpatikus idegrendszer regenerációs működését, s megteremti a gyógyulás feltételeit.
A siacu terápia a holisztikus szemléleten alapul, amely szerint nincs elválasztottság az ember testi, lelki, szellemi szintjei illetve életkörülményei között. A kezelés beszélgetéssel kezdődik, amelyben a siacu-gyógyász nem csak a tünetekre kérdez rá, hanem informálódik az életenergia különböző szinteken megnyilvánuló jellegzetességeiről is.
A kezelés az egész testet érinti, a siacu-gyógyász a beszélgetés és az érintéses állapotfelmérés alapján azokat a meridiánokat illetve akupunktúrás pontokat kezeli, amelyek a leghatékonyabban segítik a változást. A terápia kiegészülhet mozgásgyakorlatok (Dó-in) megtanításával, vagy életmód illetve étkezési tanácsadással. A gyógyulni vágyó és a terapeuta között nélkülözhetetlen a bizalommal teli kapcsolat, a jó együttműködés, a felelősség közös vállalása.
A siacu-kezelés leginkább az alábbi betegségek esetén hatásos:
Mozgásszervi problémák:
- hát és derékfájdalmak (lumbágó, isiász)
- csigolya- vagy medence-eltolódások
- gerincferdülés, gerincsérv
- nyak és vállfájdalmak
- ízületi problémák

Belső szervek problémái:
- emésztési problémák
- felszívódási problémák
- gyomorfekély
- hormonrendszeri problémák, allergiák
- vastagbélgyulladás
- menzeszproblémák

Stresszoldás:
- stressz okozta feszültségek csökkentése
- az ellenállóképesség javítása

Rekreáció:
- testi, lelki fáradtság, kimerültség

## Eredményesség
Az Európai Shiatsu Szövetség megbízásából, a University of Leeds által készített Átfogó európai tanulmány eredményei tudományosan is igazolják a siacu hatékonyságát. Tartós változást általában 4-6 kezeléssel lehet elérni, amely kúraszerűen, heti rendszerességgel történik.
Az egészség megtartására, a betegségek kialakulásának megelőzésére irányuló kezelések ugyanakkor személyes igény szerint bármilyen időközönként, pl. kéthetente, havonta is igénybe vehetők.